# Organização comunitária

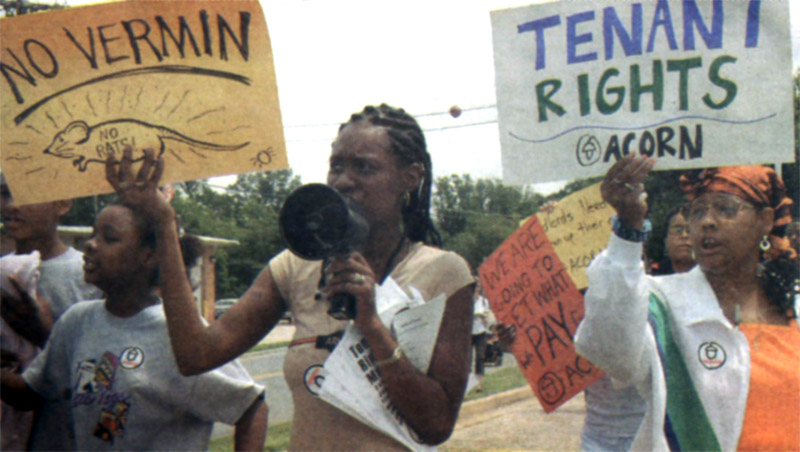
Ativistas da ACORN protestam pelos direitos dos inquilinos em Maryland (EUA).

Organização comunitária ou organização local é a ação conjunta de cidadãos de uma determinada região para obter melhorias para a população (comunidade) junto ao Estado e a outros atores sociais, como empresas. Trata-se, portanto, de uma forma de ativismo político, com a identificação de necessidades ou carências da comunidade, a mobilização de recursos e a formulação de estratégias de ação.
A organização comunitária é encabeçada por um líder comunitário.
O presidente dos Estados Unidos Barack H. Obama foi um líder comunitário em Chicago, nos anos 80. No Rio de Janeiro, o Viva Rio surgiu como uma organização comunitária local.